# Clifton (Bedfordshire)
Pour les articles homonymes, voir Clifton.
Clifton est un village britannique, paroisse civile du comté anglais du Bedfordshire. Lors du recensement de 2011, il compte 2 878 habitants.